# 斯文娅·布伦克霍斯特
斯文娅·布伦克霍斯特（德語：Svenja Brunckhorst，1991年10月19日—），德国女子篮球运动员，2021年欧洲杯三人篮球赛女子银牌得主、2024年夏季奥林匹克运动会女子三人篮球金牌得主。